# Ausonia Assicurazioni
L'Ausonia Assicurazioni è stata una compagnia assicuratrice italiana.

## Storia
L'Ausonia venne fondata nel 1898 a Genova. Fra i soci vi erano alcuni imprenditori genovesi, da Erasmo Piaggio a Filippo Tassara. Dal 1900 nel consiglio d'amministrazione sedevano i maggiori assicuratori genovesi, ovvero Emilio Borzino e Evan George Mackenzie, che ne era consigliere delegato. L'Ausonia deteneva anche una quota dell'Alleanza Assicurazioni. Dalla fondazione nel 1898 al 1902 fu direttore generale l'assicuratore Enrico Pontremoli.
Fra le compagnie assicuratrici genovesi, l'Ausonia era quella specializzata nei rami infortuni sul lavoro e casi fortuiti, non a caso la compagnia era nata proprio all'indomani della legge 17 marzo 1898 che introduceva l'assicurazione obbligatoria degli operai per gli infortuni sul lavoro.
Nel 1901 la sede fu trasferita a Milano e successivamente a Torino, mantenendo la direzione a Milano.
Nel 1974 la compagnia venne quotata alla Borsa di Milano.
Negli anni settanta l'Ausonia apparteneva al finanziere Raffaele Ursini.
Nel 1975 l'immobiliarista milanese Giuseppe Cabassi subentrò a Ursini e inserì la Ausonia nel suo gruppo assicurativo.
Nel 1978 era la sedicesima compagnia assicuratrice italiana.
Nel 1986, in seguito alle difficoltà del gruppo Cabassi, la compagnia pervenne alla Compagnia Latina di Assicurazioni di Carlo De Benedetti.
Nel 1991 la Fondiaria assunse il controllo della Latina e di conseguenza anche della sua controllata Ausonia e l'anno successivo le incorporò nella Previdente. Nel 1997 la Previdente fu a sua volta incorporata nella Milano Assicurazioni.